# Scopula gooraisensis
Scopula gooraisensis là một loài bướm đêm trong họ Geometridae.